# Юаньян (Юньнань)
Юанья́н (кит. упр. 元阳, пиньинь Yuányáng, буквально: «с «янской» стороны реки Юаньцзян») — уезд Хунхэ-Хани-Ийского автономного округа провинции Юньнань (КНР).

## История
27 января 1950 года на стыке уездов Цзяньшуй, Гэцзю и Мэнцзы был образован уезд Синьминь (新民县).
20 сентября 1950 года был образован Специальный район Мэнцзы (蒙自专区), и уезд вошёл в его состав.
24 марта 1951 года уезд Синьминь был переименован в Юаньян.
С 1 января 1954 года из Специального района Мэнцзы был выделен Хунхэ-Ханиский автономный район (红河哈尼族自治区), и уезд Юаньян вошёл в его состав, став местом размещения его властей.
В 1957 году Специальный район Мэнцзы и Хунхэ-Ханийский автономный район были объединены в Хунхэ-Хани-Ийский автономный округ.

## Административное деление
Уезд делится на 2 посёлка и 12 волостей.